# آی.دی. (مجله)
آی. دی. (مجله طراحی بین‌المللی) (به انگلیسی: I.D.) مجله‌ای بود که هنر، تجارت و فرهنگ طراحی را پوشش می‌داد. این مجله هشت نوبت در سال توسط اف+دابلیو میدیا منتشر می‌شد.

## تاریخچه
آی. دی. در سال ۱۹۵۴ میلادی با عنوان طراحی صنعتی تأسیس شد. این نام بعداً به اختصار به یک سرواژه تبدیل شد. در دهه ۱۹۸۰ میلادی، حروف اول به معنای طراحی بین‌المللی بود تا دامنه گسترده مجله را منعکس کند.
از سال ۱۹۵۴ میلادی، این مجله بررسی سالانه طراحی را منتشر کرد، یک مسابقه طراحی داوری که توسط کارکنان آی. دی. و دست‌اندرکاران صنعت مدیریت می‌شد.
آی. دی. برنده پنج جایزه مجله ملی شد: سه جایزه برای تعالی عمومی (۱۹۹۵، ۱۹۹۷ و ۱۹۹۹ میلادی)، یکی برای طراحی (۱۹۹۷ میلادی)، و یکی برای علایق ویژه (۲۰۰۰ میلادی).
آخرین شماره آی. دی. در ژانویه / فوریه ۲۰۱۰ میلادی منتشر شد.
در ژوئن ۲۰۱۱ میلادی، مجله آی. دی. با مشارکت بیهنس مجدداً به صورت آنلاین راه‌اندازی شد. مجله آی. دی. جدید طرح‌های ارسال شده توسط کاربران را به نمایش می‌گذارد که برای ارائه نمونه‌هایی از کارهای نوآورانه‌ای که امروز اتفاق می‌افتد، انتخاب شده‌اند.
تا مارس ۲۰۱۶ میلادی، وب سایت مجله بسته شده بود.